# 요다 미쓰마사
요다 미쓰마사(일본어: 依田 光正, 1977년 8월 7일 ~ )는 일본의 전 축구 선수이다.

## 구단 경력
2000년 J2리그의 몬테디오 야마가타에 입단하였다. 2004년 더스파 구사쓰로 이적했다. 2006년후 현역 은퇴.

## 지도자 경력
2023년 후쿠시마 유나이티드 FC의 감독으로 취임하였다.